# Миничи (водохранилище)
Ми́ничи (бел. Мі́нічы) — водохранилище, расположенное в Ляховичском районе Брестской области Белоруссии. Находится на реке Щара.

## Общие сведения
Площадь поверхности — 5,4 км². Объём воды — 7,5 млн м³. Площадь водосборного бассейна — 343 км². Высота над уровнем моря — 169,5 м. Длина береговой линии — 12 км. Колебания уровня воды на протяжении года составляют 2 м.

## География
Находится в 10 км к югу от города Ляховичи. На берегу расположены деревни Набережная и Мыслобож. В 0,5 км к югу проходит дорога Р43. В 1,5 км к югу расположена деревня Миничи.

## История
Сооружено в 1985 году для водоснабжения города Барановичи, орошения сельхозугодий, рыбоводства и рекреации.
В 2007 году на водосбросе водохранилища построена Миничская ГЭС (ГЭС «Щара») мощностью 90 кВт.